# 卡拉瓜塔图巴
卡拉瓜塔图巴是巴西圣保罗州的一个市镇。总面积483.95平方公里，总人口103334人，人口密度213.5人/平方公里。